# Dietrich Allers
August Eduard Ernst Dietrich Allers (* 17. Mai 1910 in Kiel; † 22. März 1975 in München) war ein deutscher Jurist, der zur Zeit des Nationalsozialismus als Geschäftsführer der Zentraldienststelle T4 leitend an der Organisation zur Durchführung der nationalsozialistischen Euthanasie-Morde (Aktion T4) beteiligt war. Ab 1944 war er Befehlshaber der Sonderabteilung Einsatz R in Triest.

## Leben

### Frühe Jahre
Dietrich Allers war Sohn des Staatsanwaltes August Allers, der bereits kurz nach Ausbruch des Ersten Weltkrieges 1914 fiel. Er besuchte in Berlin-Charlottenburg die Volksschule und in Pritzwalk die Mittelschule. Er wechselte danach an das Joachimsthalsche Gymnasium in Templin und schloss dort seine Schullaufbahn 1929 mit dem Abitur ab. Anschließend absolvierte er ein Studium der Rechtswissenschaft an den Universitäten Jena und Berlin. Das erste juristische Staatsexamen bestand er im September 1933 und das zweite juristische Staatsexamen im März 1937.
Politisch stand Allers bereits früh völkischen und nationalistischen Gruppierungen nahe; zunächst gehörte er dem Jungsturm und dem Jungstahlhelm an. Schließlich wurde er Mitglied der DNVP. Während seines Studiums wurde er 1929 Mitglied der Burschenschaft Teutonia Jena. Allers trat zum 16. Februar 1932 in die SA und zum 1. März 1932 in die NSDAP ein (Mitgliedsnummer 951.942).
Nach dem Juraexamen war Allers kurzzeitig am Amtsgericht Berlin-Neukölln tätig. Im Juni 1937 wurde er in den preußischen Staatsdienst übernommen und trat seine erste Dienststelle beim Polizeipräsidenten in Stettin an. Bereits im März 1938 wurde er zum Beamten auf Lebenszeit ernannt. Ab Juni 1938 war er bei der Regierung in Liegnitz beschäftigt.

### Zweiter Weltkrieg
Nach Beginn des Zweiten Weltkrieges wurde er zum Militärdienst gezogen und nahm unter anderem am Frankreichfeldzug teil. Ende 1940 wurde er auf Veranlassung von Werner Blankenburg als unabkömmlich wieder vom Militärdienst zurückgestellt.
Allers wurde durch Blankenburg Viktor Brack vorgestellt, der ihn als Verwaltungsjurist für die Geschäftsführung der Zentraldienststelle T4 anwarb und zuvor über die „Gnadentodaktion“ und die daraus resultierende Geheimhaltungspflicht aufklärte. Allers wusste über ein geplantes Euthanasiegesetz; ihm war daher auch bekannt, dass die Tötungen im Rahmen der Aktion T4 ohne Rechtsgrundlage durchgeführt wurden.
Im Januar 1941 wurde Allers Geschäftsführer der „Euthanasie“-Zentrale T4 der Kanzlei des Führers. Er folgte in dieser Funktion Gerhard Bohne nach, der bereits Ende Juni 1940 aus der Zentraldienststelle T4 ausgeschieden war. Sein Aufgabenbereich umfasste die Organisation der Verwaltungsabläufe und die Koordination zwischen den verschiedenen Abteilungen im Zuge der „Euthanasie“-Morde. Allers führte in diesem Zusammenhang Schriftwechsel mit Behörden, Anstaltsleitern und Kostenträgern über „Verlegungen“ sowie Transport- und Pflegekosten. Dabei legte er ein besonderes Augenmerk auf die Vertuschung dieser Mordaktion zur Optimierung der Geheimhaltung. Allers besuchte mehrfach NS-Tötungsanstalten. Nach dem Stopp der „Aktion T4“ war Allers für die Betreuung des T4-Personals zuständig, das nun zur „Aktion Reinhardt“ abgestellt wurde. Nach eigenen Aussagen – und inzwischen auch durch Fotos belegt – hielt er sich mehrfach in den Vernichtungslagern der Aktion Reinhardt auf.
Wegen seiner „außerordentlichen Bewährung“ auf diesem Posten wurde er im Februar 1942 zum Oberregierungsrat befördert. Allers stieg noch 1944 zum SA-Sturmbannführer auf.
Spätestens im Juli 1944 wurde Allers Befehlshaber des „Einsatz R“ (für Reinhard) in Triest, nachdem sein Vorgänger in dieser Funktion, Christian Wirth, von italienischen Partisanen erschossen worden war. Diese Sonderabteilung, der Dienststelle des Höheren SS- und Polizeiführers Odilo Globocniks in der Operationszone Adriatisches Küstenland angegliedert, bestand aus drei Einheiten, die zur „Juden“- und Partisanenbekämpfung eingesetzt waren. Die Angehörigen dieser Einheiten rekrutierten sich größtenteils aus den Lagermannschaften der Vernichtungslager der „Aktion Reinhardt“. In dieser Funktion war er auch für das Konzentrationslager Risiera di San Sabba zuständig, aus dem Juden nach Auschwitz deportiert wurden.

### Nachkriegszeit
Nach Kriegsende gelangte Allers als Ingenieur der Organisation Todt getarnt nach Österreich. Er wurde im August 1945 vom britischen Militär festgenommen und befand sich bis zum Februar 1947 im Internierungslager Neuengamme. Danach arbeitete er als Holzfäller, Kraftfahrer und schließlich sogar als Betriebsführer. Im April 1948 wurde er von der US-Armee wieder festgenommen, der deutschen Justiz übergeben und, obwohl seine Beteiligung an der T4-Aktion bekannt war, aus der Untersuchungshaft im September 1949 wieder entlassen. Bereits im Oktober 1949 wurde er entnazifiziert.
Allers war 1951 zur Wahl des Niedersächsischen Landtages Kandidat der Sozialistischen Reichspartei. Nach dem Verbot der Partei war er Syndikus der Deutschen Werft und führte dort ab 1958 auch die Sozialabteilung. Nach eigenen Angaben war er seit 1954 Vorstandsmitglied der Nordwestlichen Eisen- und Stahlberufsgenossenschaft. Zudem betätigte sich Allers auch als Rechtsanwalt. Der unter verschiedenen Pseudonymen inkognito lebende Kurt Bolender, der das Totenlager im Vernichtungslager Sobibor geleitet hatte, wurde von Allers anwaltschaftlich vertreten.
Allers, der aus seiner im Juli 1938 geschlossenen ersten Ehe einen Sohn hatte, heiratete 1958 erneut.

### Prozesse
Im August 1962 kam Allers in Hamburg kurzzeitig in Untersuchungshaft, aus der er im Mai 1963 entlassen wurde. Dieses Verfahren wurde 1966 „vorläufig eingestellt“. Seinen Posten als Syndikus konnte er danach nicht mehr antreten.
Vor dem Schwurgericht am Landgericht Frankfurt am Main begann am 25. April 1967 der Prozess gegen die vier leitenden Funktionäre des NS-Euthanasieprogramms Dietrich Allers, Reinhold Vorberg, Gustav Kaufmann und Gerhard Bohne. Verfahrensgegenstand im so genannten Zweiten Frankfurter Euthanasie-Prozeß war der Anstaltsmassenmord. In dem fast 20 Monate andauernden Verfahren sagten in 179 Verhandlungstagen knapp 200 Zeugen aus, wurden Beweismittel gesichtet und Sachverständige gehört. Bohne und Kaufmann schieden wegen Verhandlungsunfähigkeit aus dem Verfahren aus. Das Landgericht Frankfurt/Main verurteilte Dietrich Allers wegen seiner Beteiligung an der T4-Aktion am 20. Dezember 1968 wegen Beihilfe zum Mord in mindestens 34.549 Fällen zu acht Jahren Zuchthaus und Vorberg wegen Beihilfe zum Mord in 70.273 Fällen zu zehn Jahren Zuchthaus. Sowohl Allers als auch Vorberg wurden die bürgerlichen Ehrenrechte auf fünf Jahre aberkannt. Dieses Urteil wurde am 11. Oktober 1972 vom Bundesgerichtshof bestätigt. Allers und Vorberg mussten jedoch die Haft nicht antreten, da ihnen die Untersuchungshaft und andere Haftzeiten angerechnet wurden und die Strafen damit bereits als verbüßt galten.
Im Rahmen des Tatkomplexes Risiera di San Sabba/Triest wurde seitens der italienischen und deutschen Justizbehörden ebenfalls ermittelt. Das gegen Anfang der 1970er Jahre in Italien aufgenommene Verfahren gegen Allers, seit 1973 mit dem Verfahren gegen Josef Oberhauser verbunden, wurde mit dem Tod Allers 1975 eingestellt.